# هیدی روهی
هیدی روهی (استونیایی: Heidi Rohi؛ زادهٔ ۲۳ مهٔ ۱۹۶۶) شمشیرباز اهل استونی بود.
وی در مسابقات کشوری و بین‌المللی در مجموع برندهٔ ۲ مدال نقره، ۲ مدال برنز شده‌است.